# Fontaine de La Ferronnays
La fontaine de La Ferronnays est une fontaine située à Lisieux, en France.

## Localisation
La fontaine est située dans le département français du Calvados, à l'ouest du centre-ville de Lisieux.

## Historique
La fontaine a été édifiée pour célébrer l'arrivée du nouvel évêque de Lisieux, Mgr Jules-Basile Ferron de La Ferronnays, en 1784. Celui-ci avait en effet manifesté sa volonté d'éviter des frais en une réception festive qu'il jugeait inutiles, et demanda que cet argent fût utilisé à un usage communautaire. La fontaine fut ainsi élevée.
L'édifice est classé au titre des monuments historiques depuis le 18 novembre 1919.